# Survivor Series (2000)
Survivor Series (2000) — четырнадцатое в истории PPV-шоу Survivor Series, производства американского рестлинг-промоушна World Wrestling Federation (WWF). Шоу прошло 19 ноября 2000 года на арене «Айс-пэлас» в Тампе, Флорида, США.
В главном событии состоялся матч без дисквалификации между Стивом Остином и Трипл Эйчем. Матч закончился без результатом, когда действие перетекло за кулисы.

## Результаты
| #                                                           | Матч | Тип матча                                         | Время |
| ----------------------------------------------------------- | --- | ------------------------------------------------- | ----- |
| 1H                                                          | Вэл Венис (с Буллом Бьюкененом, Кристианом, Эджем и Папочкой) победил Джеффа Харди (с Буббой Рэем Дадли, Ди-Воном Дадли, Литой и Мэттом Харди)                                      | Одиночный матч                                    | 8:00  |
| 2                                                           | Стив Блэкмен, Крэш Холли и Молли Холли победили T&A (Альберт и Тест) и Триш Стратус                                                                                                 | Смешанный командный матч шести человек            | 5:06  |
| 3                                                           | «Радикалы» (Эдди Герреро, Крис Бенуа, Дин Маленко и Перри Сатурн) (с Терри) победили Билли Ганна, Чайну, К-Квика и Роуд Догга                                                       | Матч Survivor Series 4х4                          | 12:41 |
| 4                                                           | Кейн победил Криса Джерико | Одиночный матч                                    | 12:35 |
| 5                                                           | Уильям Ригал (c) победил Хардкора Холли по дисквалификации | Одиночный матч за титул чемпиона Европы WWF       | 5:06  |
| 6                                                           | Скала победил Рикиши | Одиночный матч                                    | 13:00 |
| 7                                                           | Айвори (с) победила Литу | Одиночный матч за титул чемпиона WWF среди женщин | 4:55  |
| 8                                                           | Курт Энгл (с) победил Гробовщика | Одиночный матч за титул чемпиона WWF              | 16:15 |
| 9                                                           | «Братья Дадли» (Бубба Рэй Дадли и Ди-Вон Дадли) и «Братья Харди» (Джефф Харди и Мэтт Харди) победили Эджа и Кристиана и Right to Censor (Булл Бьюкенен и Папочка) (с Вэлом Венисом) | Матч Survivor Series 4х4                          | 10:04 |
| 10                                                          | Стив Остин против Трипл Эйча закончился без результата | Матч без дисквалификации                          | 35:09 |
| H — матч на Sunday Night Heat (c) — чемпион на начало матча | |                                                   |       |